# Ozodicera (Dihexaclonus) biaculeata
Ozodicera (Dihexaclonus) biaculeata is een tweevleugelige uit de familie langpootmuggen (Tipulidae). De soort komt voor in het Neotropisch gebied.